# Guangyang, Henan
Guangyang är en sockenhuvudort i Kina. Den ligger i provinsen Henan, i den centrala delen av landet, omkring 190 kilometer sydväst om provinshuvudstaden Zhengzhou. Antalet invånare är 64 211. Befolkningen består av 31 107 kvinnor och 33 104 män. Barn under 15 år utgör 24,0 %, vuxna 15-64 år 66 %, och äldre över 65 år 8,0 %.
Runt Guangyang är det tätbefolkat, med 369 invånare per kvadratkilometer. Närmaste större samhälle är Yunyang, 18,1 km norr om Guangyang. Trakten runt Guangyang består till största delen av jordbruksmark.
Genomsnittlig årsnederbörd är 919 millimeter. Den regnigaste månaden är augusti, med i genomsnitt 169 mm nederbörd, och den torraste är januari, med 5 mm nederbörd.